# Lactobacil·làcies
Els Lactobacillaceae són una família de bacteris de l'àcid làctic. Són bacils gram-positius. Mitjançant metabolisme anaerobi produeixen la fermentació dels glúcids, transformant-los en àcid làctic.
Es troba regularment en la mucosa del tracte intestinal d'humans i d'altres animals, en aliments i productes lactis, així com en sucs vegetals fermentats.
Algunes espècies d'aquesta família són altament patògenes.